# Адзабу-Дзюбан (станция)

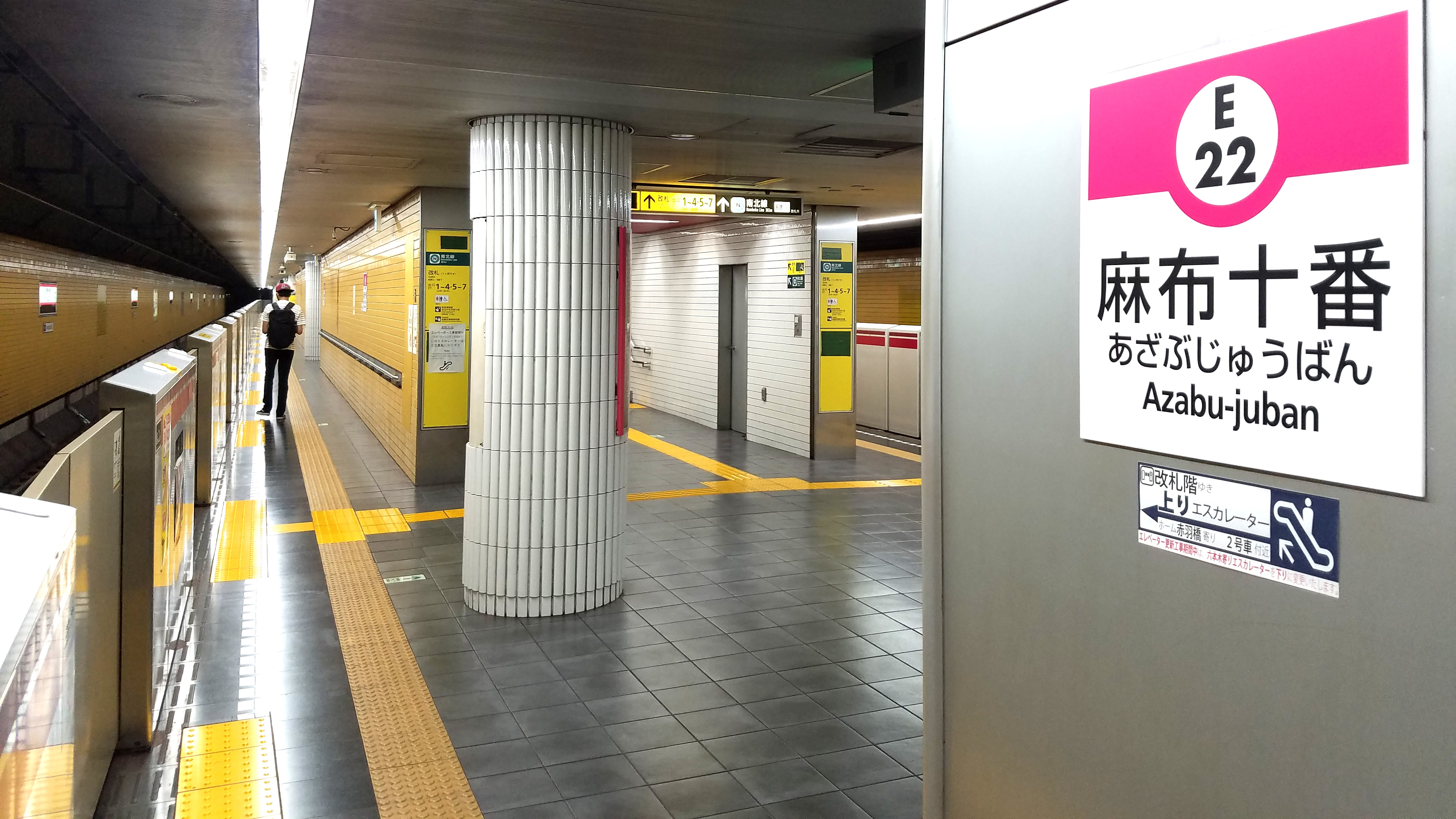
Платформа линии Оэда

Станция Адзабу-Дзюбан (яп. 麻布十番駅 адзабу дзю:бан эки) — железнодорожная станция на линиях Оэдо и Намбоку, расположенная в специальном районе Минато, Токио. Станция обозначена номером E-22 на линии Оэдо и номером N-04 на линии Намбоку. Станция была открыта 26 сентября 2000 года на линии Намбоку, 12 декабря того же года открылась секция линии Оэдо. На платформе линии Оэдо установлены автоматические платформенные ворота. На платформе линии Намбоку установлены платформенные раздвижные двери.

## Планировка станции

### Tokyo Metro
Одна платформа островного типа и 2 пути.
| 1 | ○ Линия Намбоку | Нагататё, Комагомэ, Акабане-Ивабути, Урава-Мисоно |
| 2 | ○ Линия Намбоку | Мэгуро, Хиёси                                     |

### Toei
Одна платформа островного типа и 2 пути.
| 1 | ○ Линия Оэдо | Даймон, Рёгоку                 |
| 2 | ○ Линия Оэдо | Роппонги, Тотёмаэ, Хикаригаока |

## Близлежащие станции
| «                 |  | Линия         |  | »               |
| ----------------- |  | ------------- |  | --------------- |
| Сироканэ-Таканава |  | Линия Намбоку |  | Роппонги-Иттёмэ |
| Акабанэбаси       |  | Линия Оэдо    |  | Роппонги        |